# Nicola Giolfino
Nicola Giolfino, noto anche con le grafie del nome Nicolò o Niccolò (Verona, 1476 – Verona, 1555), è stato un pittore italiano.
Allievo di Liberale da Verona, Giolfino ereditò dal maestro un approccio anticlassico che lo distinse nel panorama artistico veronese. Sebbene in passato sottovalutato dalla critica, oggi è considerato una delle figure più eccentriche della scena artistica cittadina, caratterizzato da un «temperamento inquieto ed estroso».
La sua arte fu profondamente influenzata da Lorenzo Lotto, maestro veneziano con cui condivise non solo lo stile pittorico, ma anche una simile personalità. Nelle opere della sua maturità, oltre all'evidente influsso di Lotto, si possono cogliere echi della maniera raffaellesca e richiami alle correnti artistiche nordeuropee.
Numerose furono le commissioni da lui ricevute per opere destinate alle chiese di Verona, molte delle quali ancora oggi conservate. Tra le più significative si annoverano due pale d'altare realizzate per la basilica di Santa Anastasia, un ciclo di affreschi raffiguranti Storie del Vecchio Testamento per la chiesa di Santa Maria in Organo e la decorazione della cappella dei terziari nella chiesa di San Bernardino, dove dipinse Episodi della vita di San Francesco. 
Altre sue tele sono oggi conservate in musei e collezioni di tutto il mondo. Tra i capolavori esposti al museo cittadino di Castelvecchio figurano la Madonna dei Gelsomini, la Madonna de' Caliari e la serie delle Allegorie. Inoltre, probabilmente in età avanzata, Giolfino si dedicò anche alla cartografia.

## Biografia

### Nascita e formazione

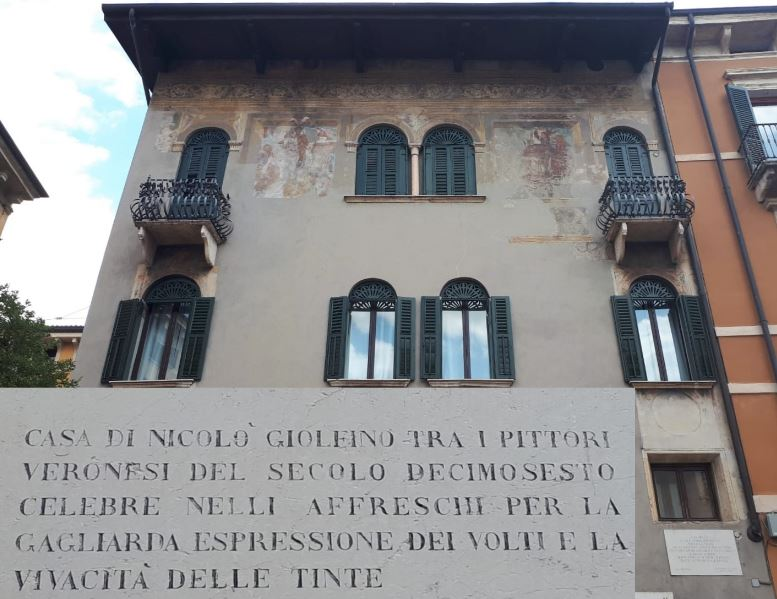
Casa natale di Nicola Giolfino a Verona. Sulla lapide è scritto: «Casa di Nicolò Giofino. Tra i pittori veronesi del secolo decimo sesto celebre nelli affreschi per la gagliarda espressione dei volti e la vivacità delle tinte»

Nicola Giolfino nacque a Verona nel 1476, nella contrada Falsorgo presso porta Borsari. Proveniva da una famiglia di artisti di origine piacentina che si era trasferita sulle rive dell'Adige all'inizio del Quattrocento, che vantava ben nove scultori nell'arco di cinque generazioni. La sua prima attestazione documentale risale al 1490, quando un censimento lo registrò come residente con i genitori, la sorella Maddalena e lo zio Girolamo.
Si sposò con Ginevra Barbarossa, dalla quale ebbe sette figli: Camilla, Elisabetta, Lucrezia, Andrea, Nicolò junior (che si presume sia stato l'unico a seguire le orme paterne nell'arte), Giovanni Paolo e Agostino.
La formazione artistica di Nicola Giolfino è oggetto di discussione tra gli storici dell'arte. In passato, studiosi come Giovanni Battista Da Persico e Diego Zannandreis avevano ipotizzato che fosse stato allievo e amico di Andrea Mantegna, ma questa teoria è stata successivamente ridimensionata per mancanza di prove concrete. È più probabile che abbia acquisito i primi rudimenti dell'arte all'interno della sua famiglia, la quale seguiva «una tradizione di scultura artigiana e decorativa fedele ancora al linearismo gotico e quasi interamente insensibile alla lezione padovana di Donatello». Fu, quindi, dall'esperienza famigliare che Nicola imparò a «definire i volumi intaccandoli quasi a colpo di scalpello e isolandoli di qualsiasi vibrazione atmosferica».
Le influenze artistiche del nord Europa, diffuse in Italia a seguito del viaggio di Albrecht Dürer, ebbero verosimilmente un ruolo determinante nella formazione del giovane Nicola; ciò è evidente nei suoi rari disegni autografi, come il San Giorgio e il drago conservato presso la Staatliche Graphische Sammlung di Monaco di Baviera e il San Sebastiano del British Museum di Londra.
Un'esperienza formativa fondamentale per Nicola ebbe inizio nel 1492, quando entrò nella bottega del pittore e miniatore Liberale da Verona. Qui aveva già lavorato lo zio Antonio e, in quel periodo, la bottega era frequentata anche da Francesco Torbido, Antonio da Vendri e Giovanni Francesco Caroto. In questo ambiente, Giolfino, assimilò tendenze gotiche, «il gusto per la narrazione aneddotica, la forza espressiva dei colori, la sensibilità del miniatore per la linea decorativa; qui oltretutto maturò la vocazione per un anticlassicismo acceso e tormentato che segnerà radicalmente il suo personale linguaggio figurativo».
Già in questi anni, Giolfino manifestava quel «temperamento inquieto ed estroso» che avrebbe caratterizzato tutta la sua produzione artistica. L'ipotesi avanzata da alcuni studiosi circa un suo possibile viaggio a Venezia insieme a Paolo Farinati non trova prove; a meno di future scoperte, si ritiene che non abbia mai lasciato la città natale nel corso della sua vita.

### I primi lavori

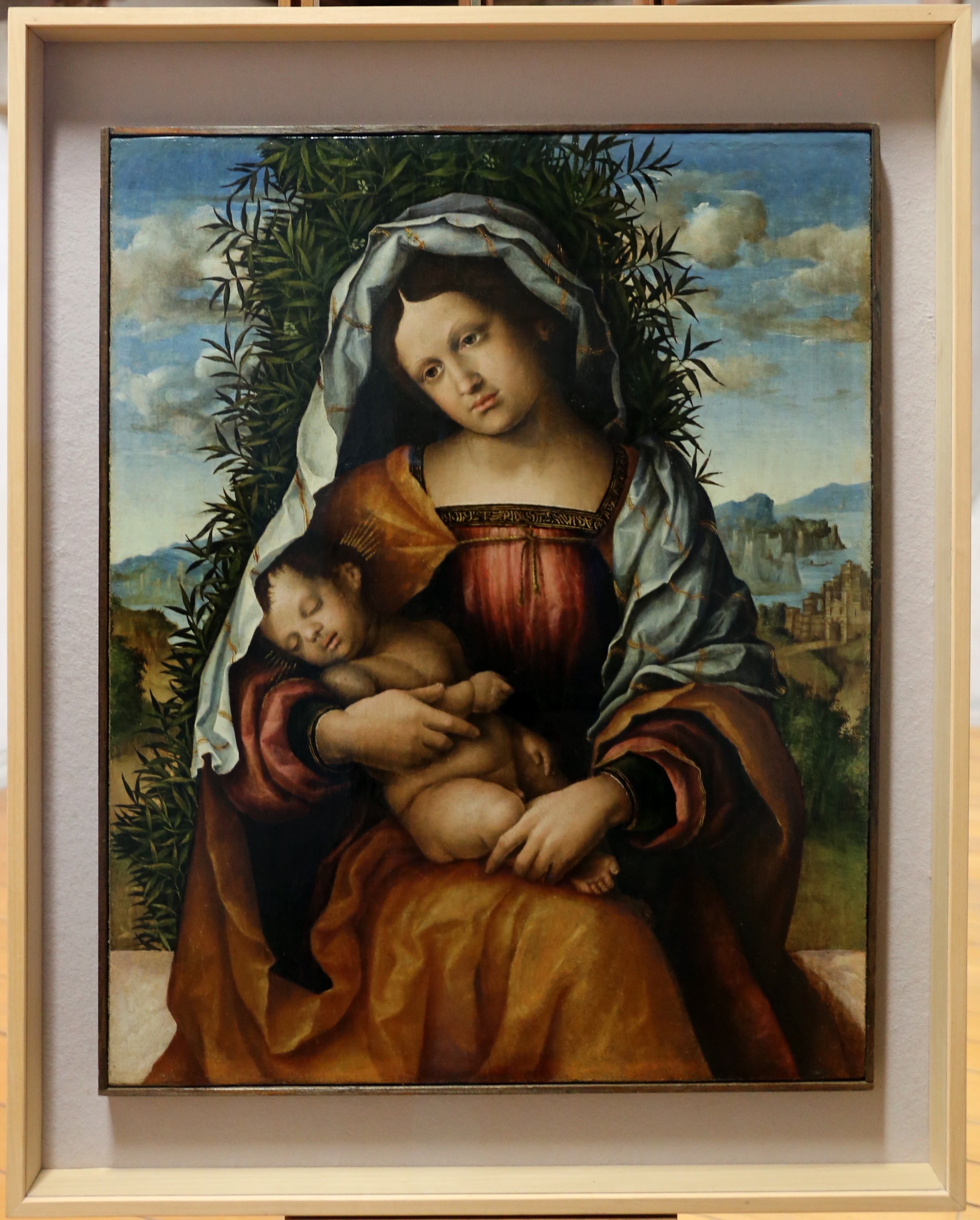
Madonna dei Gelsomini, museo di Castelvecchio, Verona

Un'anagrafe del 1501 attesta la sua condizione di orfano di padre e il suo lavoro già avviato come pictor indipendente. Il suo successo è confermato da un estimo dell'anno successivo, dove risulta tra i pittori meglio pagati, con un guadagno di 12 soldi, superiore a quello di artisti affermati come Domenico Morone e lo stesso Liberale. Nonostante ciò, poco si conosce delle sue prime opere, molte delle quali potrebbero essere andate perdute nel corso del tempo. La storica dell'arte Marina Repetto Contaldo ipotizza che Giolfino sia l'autore di alcuni affreschi commissionati dopo il 1497 da Benassuto Montanari per la facciata di una casa in piazza delle Erbe a Verona, tra cui Ercole che uccide l'idra e alcuni tondi raffiguranti Teste di imperatori romani. Un dipinto attribuito a lui potrebbe essere anche il San Rocco dipinto nei primi anni del XVI secolo, oggi di proprietà della Cassa di Risparmio di Firenze e presumibilmente all'origine parte di una pala d'altare  realizzata per la ex chiesa di San Silvestro a Verona. Si ritiene, inoltre, che abbia decorato con affreschi la sua casa natale nei pressi di porta Borsari, «dove l'enigmatico Trionfo di un condottiero è inserito in una cornice con fregio a grottesche, i cui motivi romaneggianti manifestano il debito verso l'arte di Andrea Mantegna».
Verso il 1510, Giolfino dipinge la sua prima opera certa: la Madonna dei Gelsomini, attualmente conservata nel museo di Castelvecchio a Verona. Con questa tela, Nicola dimostra già una notevole maturità artistica. Pur rivelando ancora l'influenza del maestro Liberale, emerge una crescente autonomia nella scelta compositiva e cromatica «che lo porta a usare un segno profondo e ombre insistite sulle carnagioni scure, con un prevalere complessivo dei toni bruni, su cui si staccano pochi stridenti colori», probabilmente il risultato della sua formazione nella bottega scultorea di famiglia o di un personale adattamento delle correnti artistiche lombarde influenzate da artisti come Andrea Solario o Giovanni Antonio Boltraffio.

### Produzione giovanile

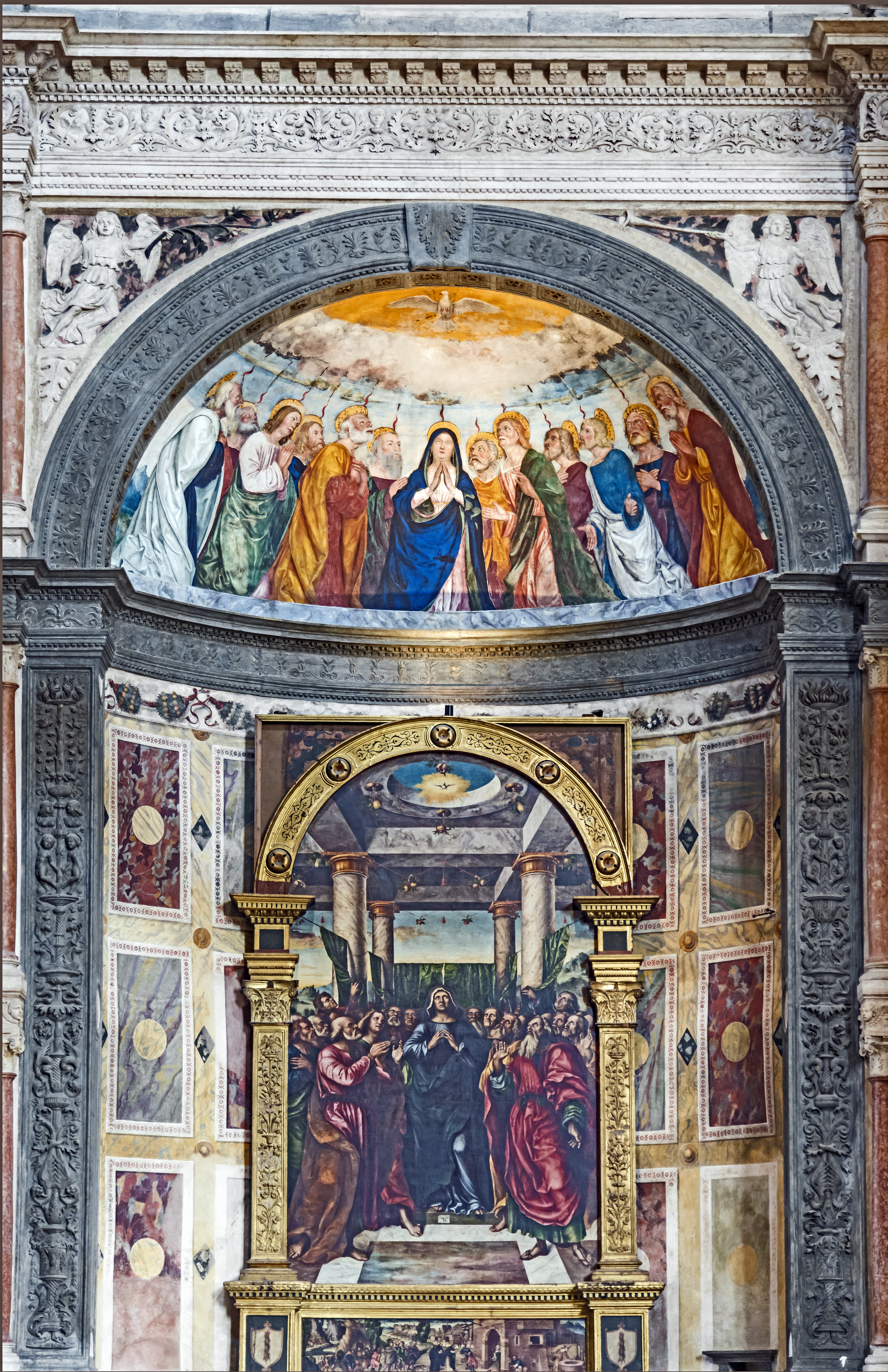
Cappella Miniscalchi, basilica di Santa Anastasia, la pala d'altare e la predella sono di Nicola Giolfino (il catino è di Francesco Morone e Paolo Morando)

Solo a partire dal 1515 è possibile ricostruire con certezza la cronologia delle opere di Giolfino. In quell'anno, il pittore veronese realizzò due frammenti di predella, uno raffigurante Le guarigioni miracolose di San Nicola da Tolentino e l'altro La morte di San Filippo Benizi, oggi conservati rispettivamente al museo della Slesia di Opava e al Philadelphia Museum of Art. In origine, la predella era parte di un dipinto più grande realizzato per la cappella di Arnolfo de Arcolis nella chiesa di Santa Maria della Scala a Verona, opera ormai scomparsa. Questi due dipinti mostrano figure espressive, volutamente piccole e sproporzionate, che richiamano lo stile di alcuni pittori ferraresi come, ad esempio, Amico Aspertini. Nello stesso anno, Nicola si trasferì nella contrada di San Michele ad Portas, vicino alla sua famiglia, dove visse per il resto della sua vita.
Nel 1518, completò e firmò una pala intitolata Discesa dello Spirito Santo, commissionata per l'altare della famiglia Miniscalchi nella basilica di Santa Anastasia a Verona. La commissione, affidata al pittore dal nobile Alvise Miniscalchi il 19 marzo 1516, prevedeva un compenso di 57 ducati d'oro e doveva essere completata entro Natale dello stesso anno. Tuttavia, la realizzazione della tela richiese più tempo del previsto. Oltre alla tela principale, Giolfino realizzò anche la predella, in cui raffigurò una Predicazione di San Vincenzo Ferrer, nella quale l'autore descrive la scena principale con elementi insoliti armonizzati con il paesaggio circostante. In questa tela, l'autore ripropone figure dalle proporzioni irrealistiche e volti dettagliati, ispirandosi alle innovazioni grafiche provenienti dal nord Europa, in particolare da artisti come Hans Burgkmair e Jörg Breu il Vecchio. Questa scelta stilistica si discosta nettamente dalle tendenze veronesi dell'epoca, dominate da pittori come Francesco Morone, Girolamo dai Libri e i fratelli Giovanni e Giovan Francesco Caroto, confermando l'unicità di Giolfino nel panorama artistico locale.

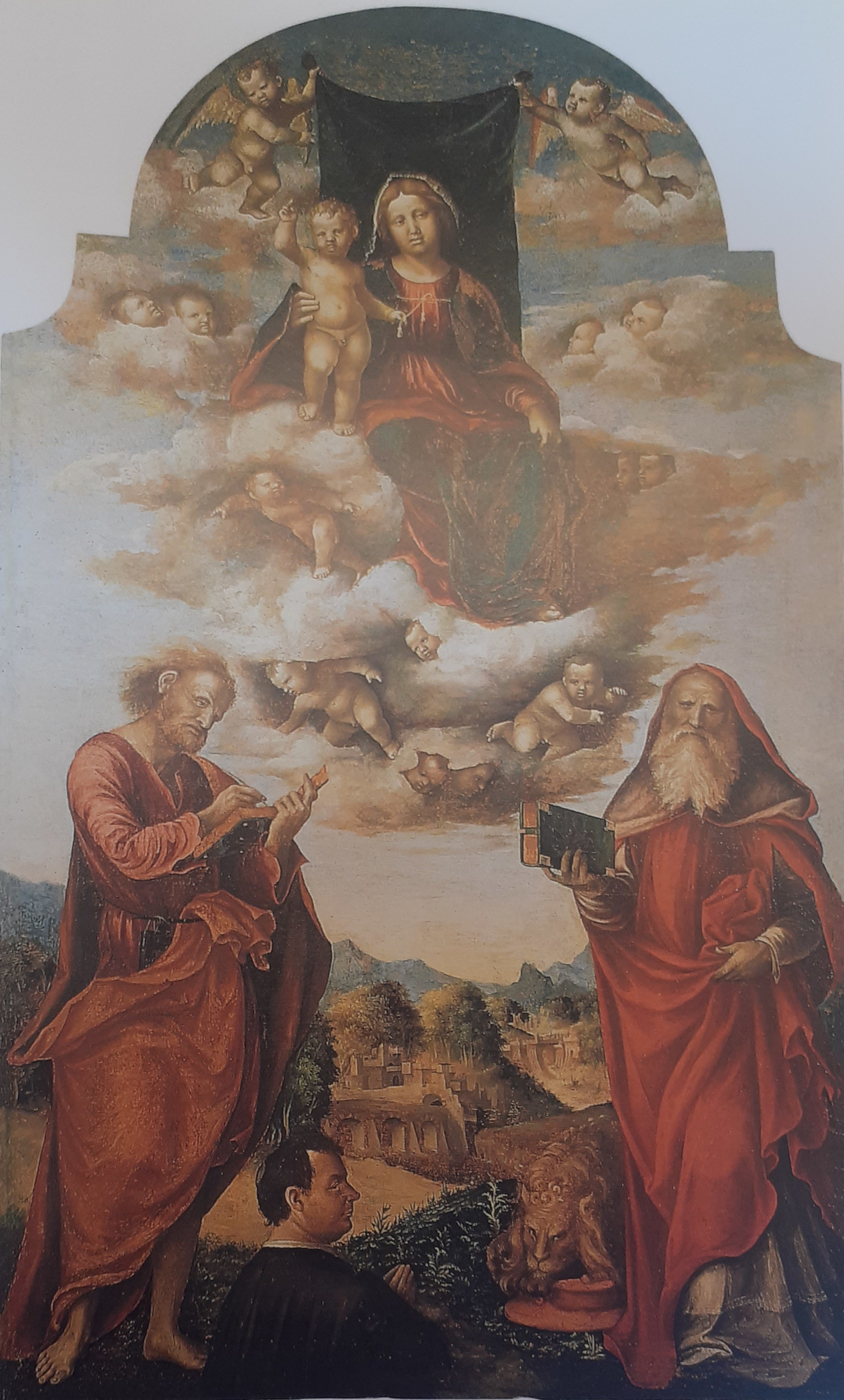
Madonna in gloria col Bambino, san Matteo, san Girolamo e il committente, museo di Castelvecchio, Verona

Un altro lavoro attribuibile a Giolfino, collocabile tra il 1515 e il 1520, è la pala Madonna in gloria col Bambino, san Matteo, san Girolamo e il committente, commissionata da Girolamo de' Caliari per l'altare maggiore della scomparsa chiesa di San Matteo a Verona, di cui fu rettore. L'opera, oggi conservata al museo di Castelvecchio, mostra un ritratto del committente tra i due santi, ma il suo cattivo stato di conservazione, dovuto a un malriuscito restauro ottocentesco, impedisce una lettura precisa che possa fornire elementi utili alla ricostruzione dell'evoluzione stilistica dell'autore. Tra le altre opere ascritte a questo periodo figurano la Madonna col Bambino, esposta all'Accademia Carrara di Bergamo, e Tre angeli con i simboli della Passione, conservata nei musei civici agli Eremitani di Padova.

### Gli anni 1520: raffaellismo e influssi del Lotto
Nel corso del decennio successivo, Giolfino abbandonò gradualmente «la tensione emotiva e il colore cupo della Pala Miniscalchi», preferendo uno stile maggiormente influenzato dalle correnti raffaellesche, che si diffusero a Verona grazie alle stampe di Marcantonio Raimondi. Queste nuove influenze modificarono il ritmo compositivo del pittore, portandolo a una maggiore distensione. Fondamentale fu anche l'incontro con il pittore veneziano Lorenzo Lotto, «artista spiritualmente assai vicino a lui, che lo porta a schiarire la tavolozza originaria in toni più acidi e squillanti, immelanconisce gli umori e fa più intimi i sentimenti, suggerisce al racconto spunti fantastici e trovate di un'arguzia felicissima e sempre rinnovata».
Nel 1522, lavorò con Paolo Morando, noto come "il Cavazzola", nella cappella dei terziari della chiesa di San Bernardino a Verona. In questa collaborazione, Giolfino dipinse un ciclo di affreschi raffiguranti Episodi della vita di San Francesco, ispirandosi alla Legenda maior di San Bonaventura. Le pitture includono didascalie in cui si evidenziano parallelismi tra san Francesco e Cristo, mentre lo sfondo presenta paesaggi veronesi riconoscibili, come i portoni della Bra, la torre dei Lamberti, ponte Pietra e castel San Pietro.

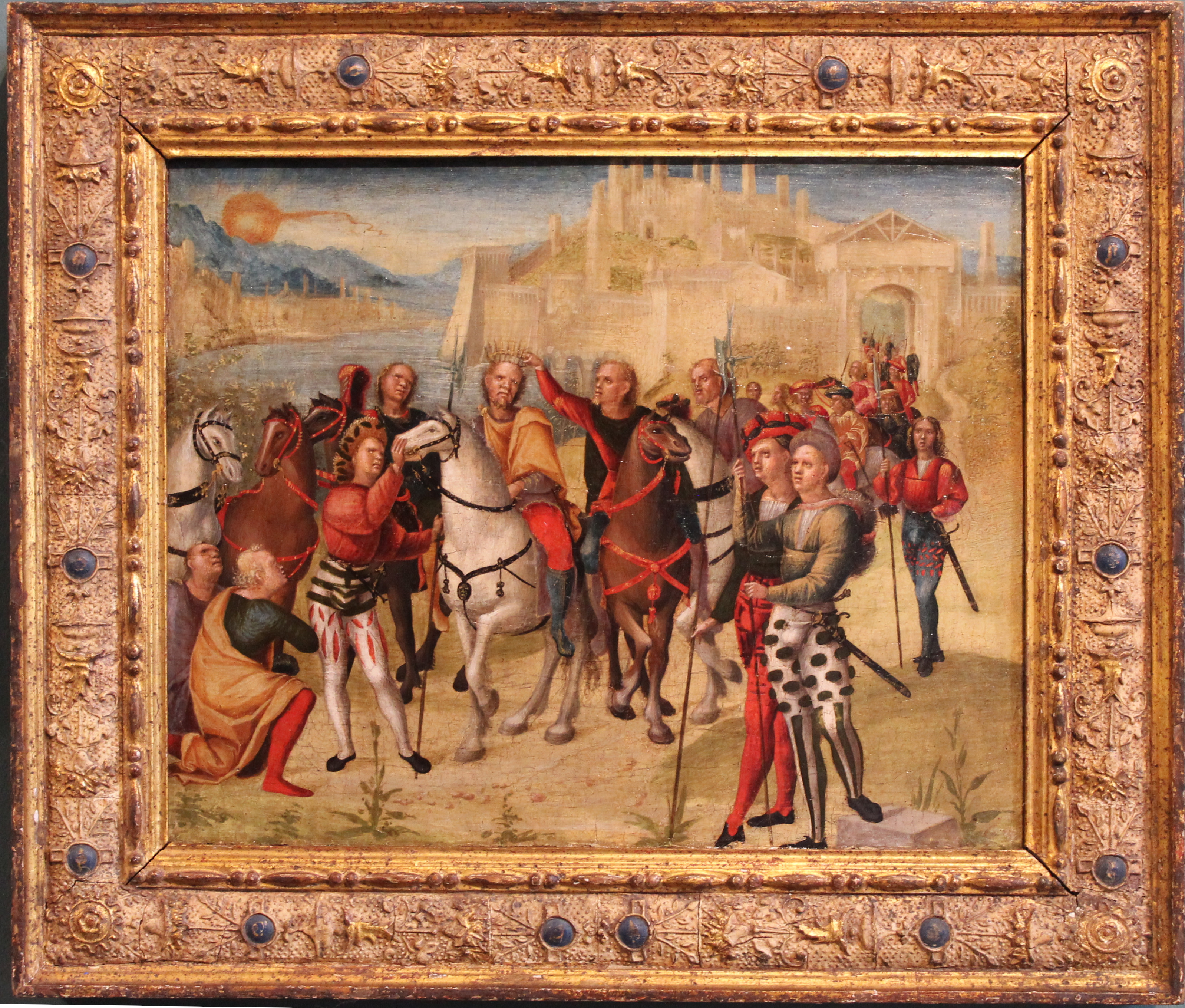
Incoronazione di Dario, palazzo Maffei Casa Museo, Verona

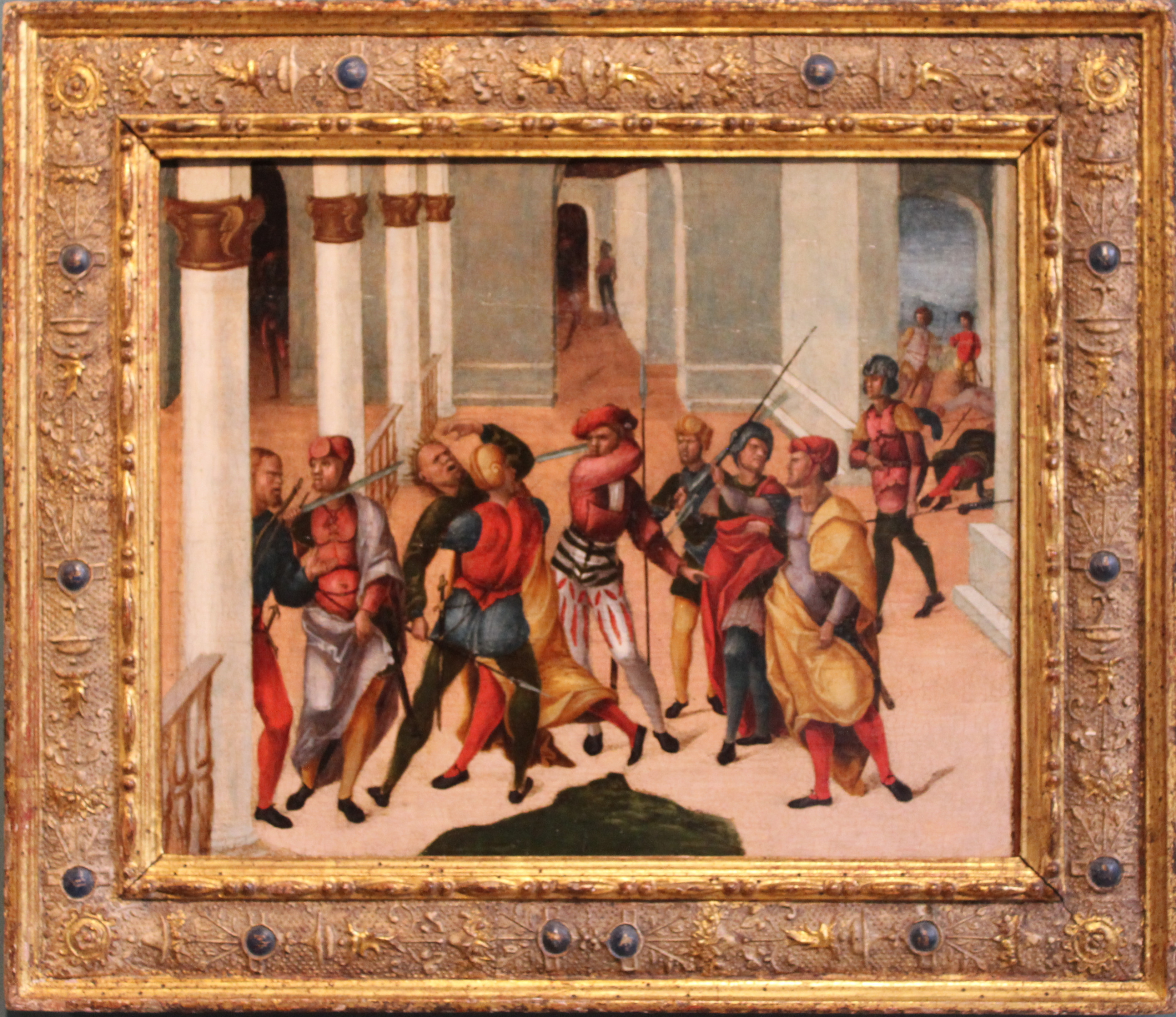
Uccisione del falso Smerdi, palazzo Maffei Casa Museo, Verona

Alla produzione di tele a affreschi di matrice raffaellesca, Giolfino alternò la realizzazione di una serie di dipinti di piccole dimensioni, pregi di richiami alle correnti nordiche e lombarde, da utilizzare come frontali per cassoni e spalliere di letti, oggi dispersi in diversi musei e collezioni private. Tra questi si possono citare Storie di Santa Barbara e Sacrificio di Muzio Scevola (il primo conservato a Castelvecchio, il secondo in una collezione privata), in cui l'autore colloca i protagonisti nell'«arioso scenario» di piazza dei Signori. Altre opere simili includono il Deucalione e Pirra (Indiana University Museum of Art) e l'Achille in Sciro (museo di Castelvecchio, Verona), quest'ultimo caratterizzato da un «equilibrio della composizione sostenuto da eleganti rapporti cromatici giocati sui toni del giallo, del rosso e del verde». Degne di nota anche le tavole, di non facile collocazione temporale, Incoronazione di Dario e Uccisione del falso Smerdi, oggi in mostra a palazzo Maffei Casa Museo, di cui la critica ha evidenziato l'«inimitabile verve narrativa e una cultura complessa che tanto deve all'ambito nordico – da Dürer, come a Cranach –, oltre che a quello lombardo di Bramantino, Romanino e Altobello Melone, e a quello emiliano di Dosso Dossi e Amico Aspertini».
Un'altra opera significativa di questo periodo è la grande tela centinata Pentecoste realizzata per la chiesa di Santa Maria della Scala, caratterizzata da intense suggestioni spirituali e da uno stile che mostra evidenti influenze raffaellesche.
Di questi anni abbiamo anche notizie documentali del Giolfino. Infatti, nel 1520, appare nel testamento dello zio Giovanni, in cui viene nominato erede della metà del suo patrimonio nel caso in cui si fosse estinta la linea maschile del fratello Girolamo, suo erede universale.

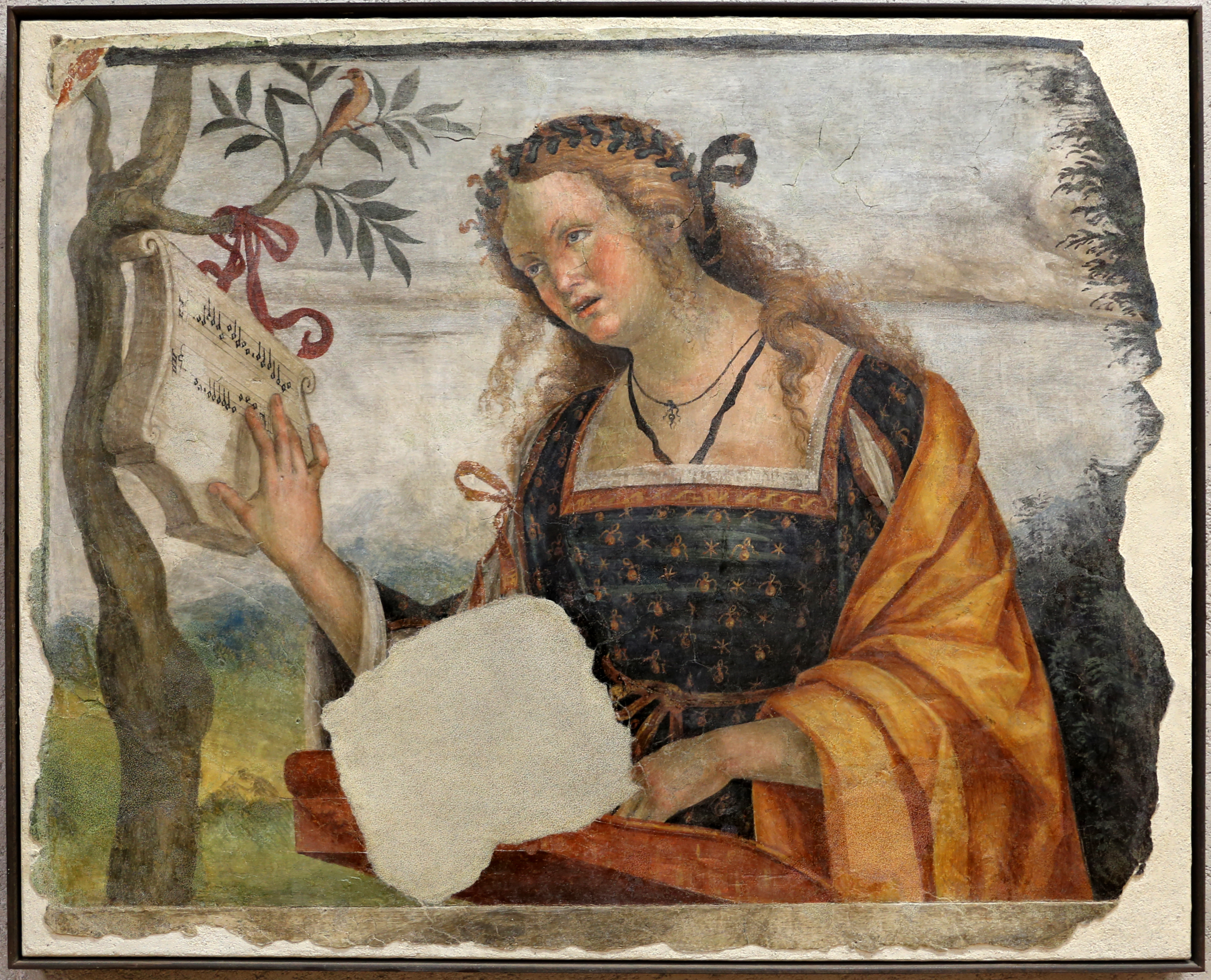
Allegoria della musica, museo di Castelvecchio, Verona

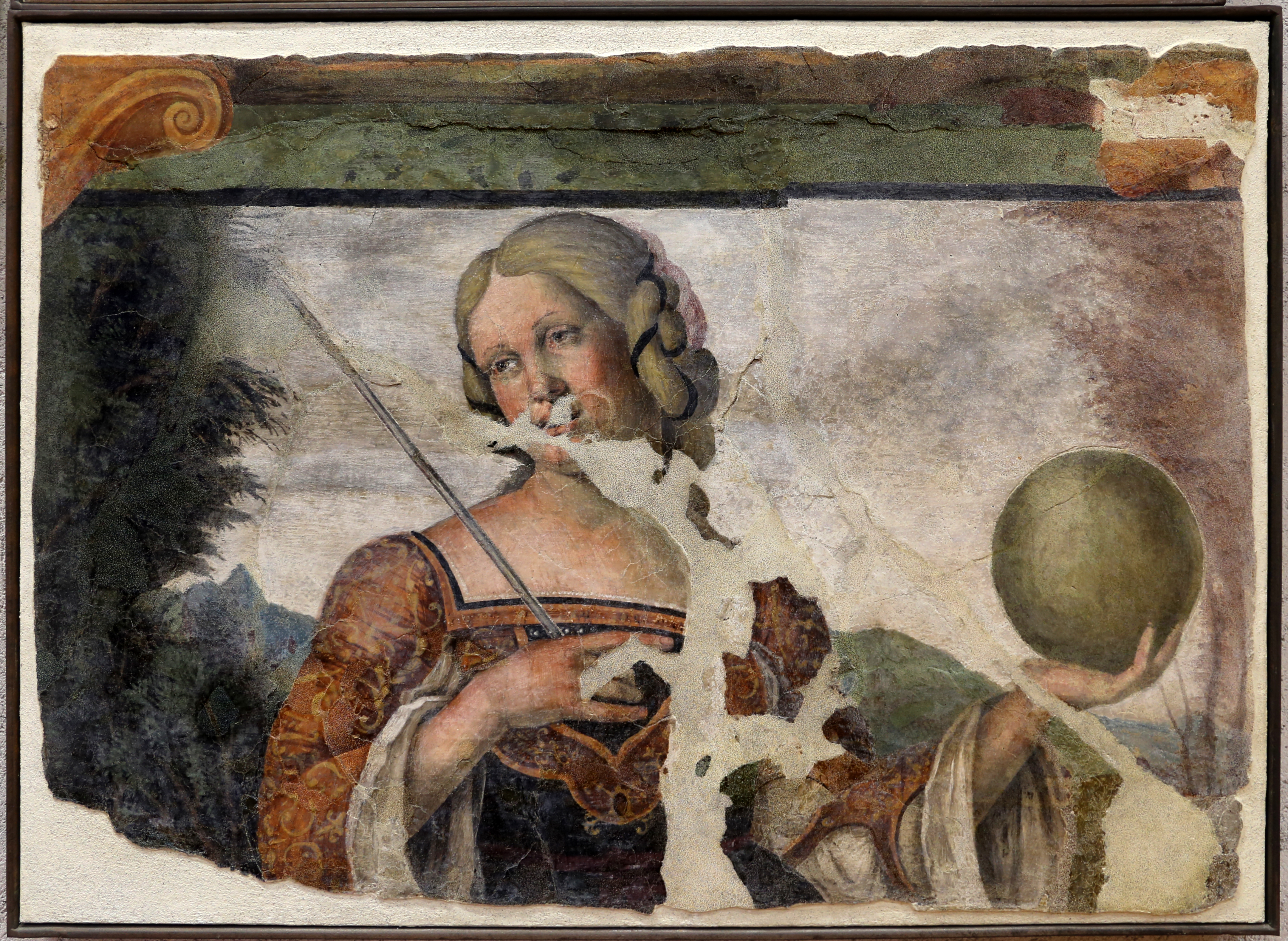
Allegoria della geometria, museo di Castelvecchio, Verona

Intorno al 1525, Giolfino realizzò alcuni affreschi frammentari raffiguranti le Arti liberali, che furono staccati dalla collocazione originaria nel 1873 e trasferiti al museo di Castelvecchio. Questi affreschi facevano probabilmente parte della decorazione di alcune case che, successivamente, furono inglobate nel convento dei teatini a San Nicolò, la cui costruzione ebbe inizio nel 1627. In essi sono rappresentate sette figure femminili allegoriche che rispecchiano «un ulteriore avvicinamento dell'autore alla moda armoniosa del raffaellismo». Tra queste, spicca l'allegoria della Musica, rappresentata da Giolfino come una giovane donna che canta, accompagnandosi con un salterio, la prima frase della frottola Ecco che per amarte, composta nel 1507 dal veronese Bartolomeo Tromboncino, come si evince dalla partitura appesa ad un ramo di alloro.
L'influenza del manierismo romano di matrice raffaellesca è evidente anche nella pala d'altare intitolata Madonna con Bambino in gloria con la Speranza, la Fede, la Carità, san Giacomo Maggiore, san Giovanni Evangelista e donatore. Quest'opera, databile tra il 1525 e il 1530, è attualmente conservata presso la Staatliche Museen di Berlino, ma fu originariamente realizzata per la chiesa di San Giacomo Ospitale.

### Gli anni 1530

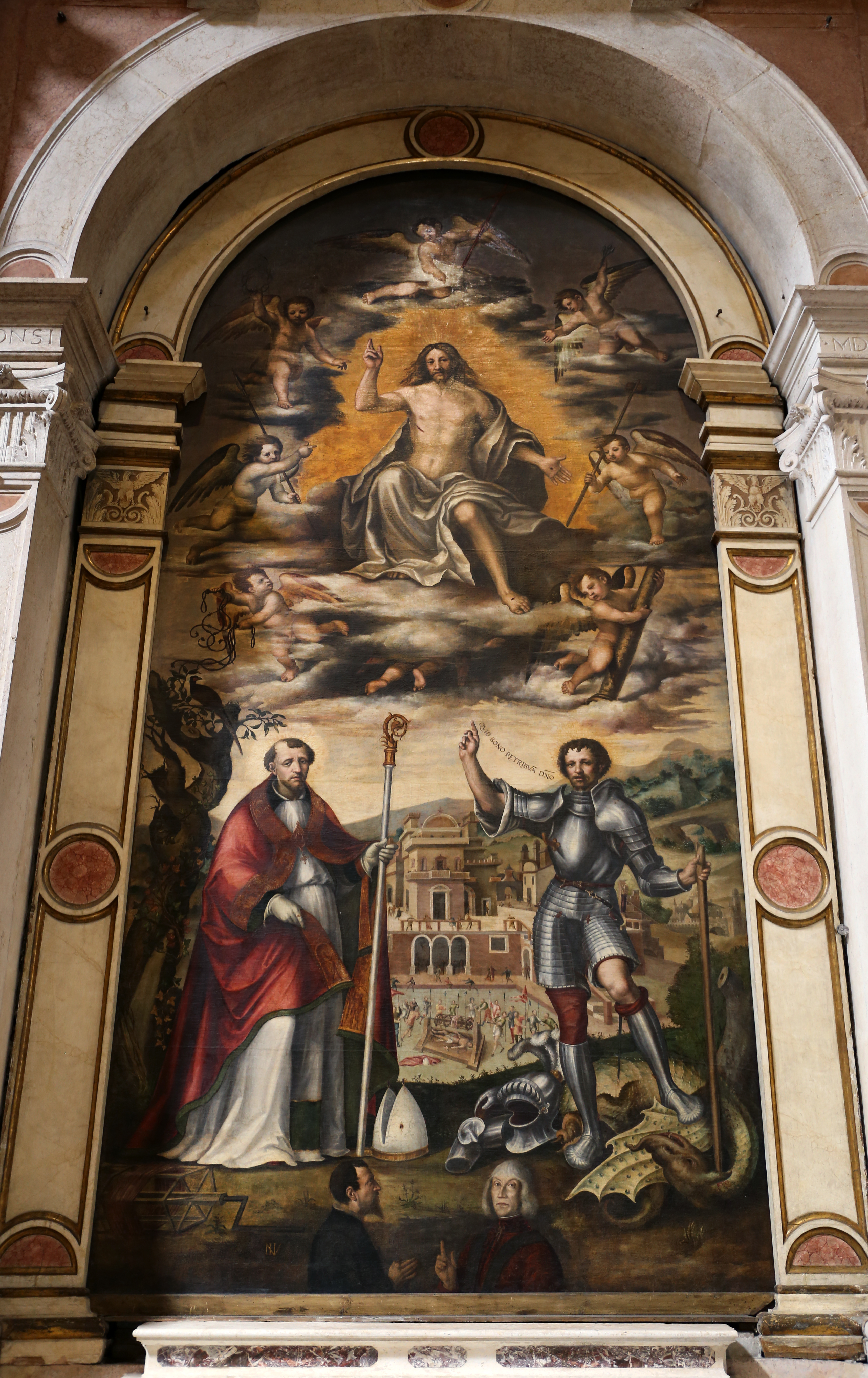
Redentore tra i Santi Giorgio ed Erasmo, basilica di Santa Anastasia, Verona

Nella seconda metà degli anni 1520, Giolfino lavorò alla pala per l'altare maggiore della chiesa dei Santi Biagio, Fermo e Rustico di Bovolone, all'epoca la parrocchiale del paese. In quest'opera rappresentò una Madonna col Bambino in gloria, san Biagio, san Fermo e san Rustico. Nello stesso periodo realizzò un'altra pala, questa volta raffigurante San Prosdocimo e san Rocco, per la chiesa di San Prosdocimo a Gazzo Veronese. Sempre in questi anni si può collocare anche la pala d'altare Redentore tra i santi Giorgio ed Erasmo, commissionata da Bonsignorio Faella e dal nipote Giorgio per la cappella di famiglia nella basilica di Santa Anastasia a Verona, dopo la morte di Bonsignorio. L'opera, di notevole pregio artistico, rappresenta uno degli esempi più significativi della produzione di Giolfino in questo periodo.
I registri del convento della chiesa di Santa Maria in Organo a Verona documentano diversi pagamenti effettuati a favore di Giolfino tra giugno e ottobre del 1532. Secondo lo storico Rognini, questi potrebbero essere collegati alla realizzazione degli affreschi con le scene della Pasqua ebraica, della Raccolta della manna e dell'Ascensione di Cristo per la cappella del Sacramento. Come sottolinea Alessandro Serafino, in queste opere Nicola «mostra una calibrata sintassi compositiva, un disegno sicuro, unito a un colore dal timbro luminoso che si libera, al solito, nelle distese paesistiche degli sfondi».
Nel 1529, probabilmente ricevette l'incarico dalla Società del Santissimo Sepolcro e di San Rocco di lavorare alla cappella ex Calcasola presso il Duomo di Verona. Qui realizzò due tavole: in quella a sinistra dell'altare raffigurò i Santi Rocco e Sebastiano, mentre in quella a destra i Santi Antonio e Bartolomeo. Inoltre, decorò la lunetta sopra l'altare con una Deposizione. La scelta dei quattro santi, tutti con valenza apotropaica, rifletteva la difficile situazione in cui si trovava Verona a causa della guerra della Lega di Cognac, che coinvolse l'Italia tra il 1526 e il 1529. Negli stessi anni, dipinse la tela Tre angeli musicanti, oggi conservata nella Gemäldegalerie del Kunsthistorisches Museum di Vienna, e una Lucrezia, attualmente esposta presso l'Allen Memorial Art Museum di Oberlin, Ohio, negli Stati Uniti. Tra il 1530 e il 1543, dipinse inoltre una Madonna col Bambino in gloria e santi per il primo altare a sinistra della chiesa di San Briccio a Lavagno, il cui stile ricorda la maniera di Alessandro Bonvicino.
Entro il 1543, Giolfino dipinse anche il Ritratto del Conte Provolo Giusti, che rappresenta l'unico esempio conosciuto di ritrattistica nella sua produzione. Nella tela, il conte è raffigurato seduto di fronte a una finestra aperta, attraverso la quale si intravede piazza dei Signori a Verona. In lontananza, si scorge un uomo condannato all'arco della tortura.

### Ultimi anni

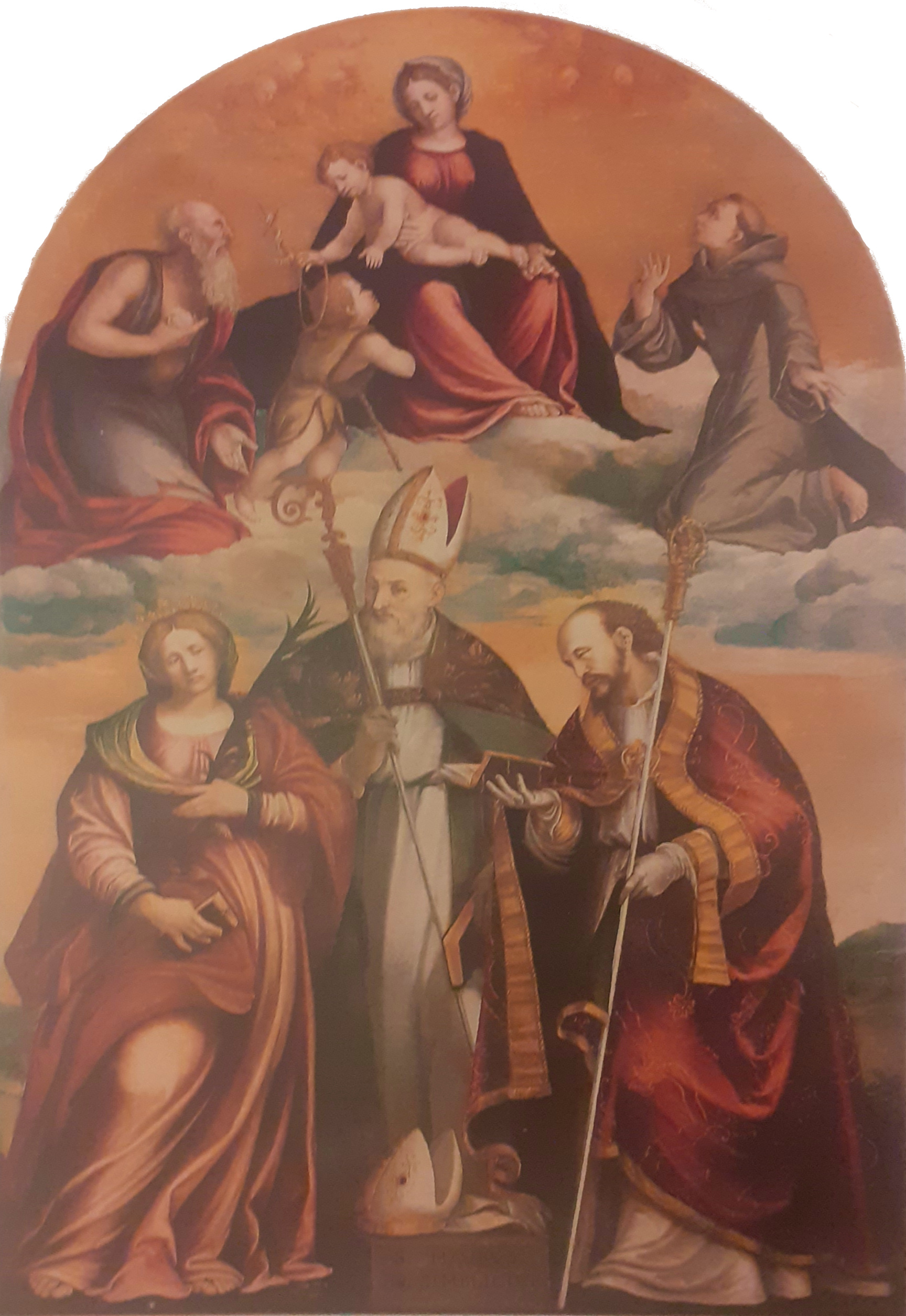
Madonna col Bambino tra i santi Giovannino, Girolamo, Francesco, Placidia, Mauro e Simplicio, museo di Castelvecchio, Verona

Tra il 1530 e il 1540, l'anticlassicismo si era ormai radicato nel panorama artistico veronese tanto da diventare quasi scontato. Non era più, infatti, percepito come una «ribellione istintiva» ai modelli tradizionali, ma piuttosto come una scelta consapevole da parte degli artisti. Questo contesto spinse Giolfino a estremizzare ulteriormente il suo stile pittorico, portandolo spesso «all'esasperazione e alla caricatura di se stesso». Un esempio emblematico di questa tendenza è offerto dalle Storie della Passione, realizzate per la chiesa di San Bernardino e ora esposte al museo di Castelvecchio. In quest'opera, si osserva come «il colore diventi opaco e infelice, le figure si ammassino e i volumi si allarghino e si appiattiscano».
Negli stessi anni in cui Nicola spingeva il suo stile verso un'esasperazione espressiva, egli seppe comunque realizzare opere di pregio, raggiungendo gli alti livelli qualitativi dei decenni precedenti. Un esempio è rappresentato dalle Storie del Vecchio Testamento dipinte per il fianco destro della navata centrale della chiesa di Santa Maria in Organo a Verona, che si distinguono per la loro originale tavolozza cromatica e una fantasia pervasiva. Un altro esempio è la decorazione con figure astrologiche, al 2023 quasi del tutto scomparsa, realizzata per la casa Parma Lavazzola a Verona.
Giolfino continuò a lavorare anche in tarda età, cimentandosi persino nel campo della cartografia, come egli stesso testimonia: «havendogli il nostro Signore Dio concesso un pocco darte de dissegnar terre et paesi». Tre esempi della sua attività in questo campo sono giunti fino a noi. Nel 1545, disegnò una mappa del territorio veronese per conto del governo della Repubblica di Venezia. Il 3 maggio 1555 invece, su incarico dei proprietari di una segheria coinvolti in una disputa civile contro la famiglia Sommacampagna per lo scarico di acque piovane, realizzò un rilievo della zona di Valverde a Verona. L'11 giugno dello stesso anno, consegnò ai rettori di Terraferma un secondo disegno, questa volta su richiesta dei Sommacampagna e sempre inerente allo stesso procedimento giudiziario. I documenti indicano che quest'ultimo rilevo fu consegnato dal genero Girolamo De Sanctis, poiché Giolfino era già deceduto («generum dicti magistri Nicolae iam praedefuncti»). Questo suggerisce che la morte lo colse tra la realizzazione delle due mappe.

## Stile

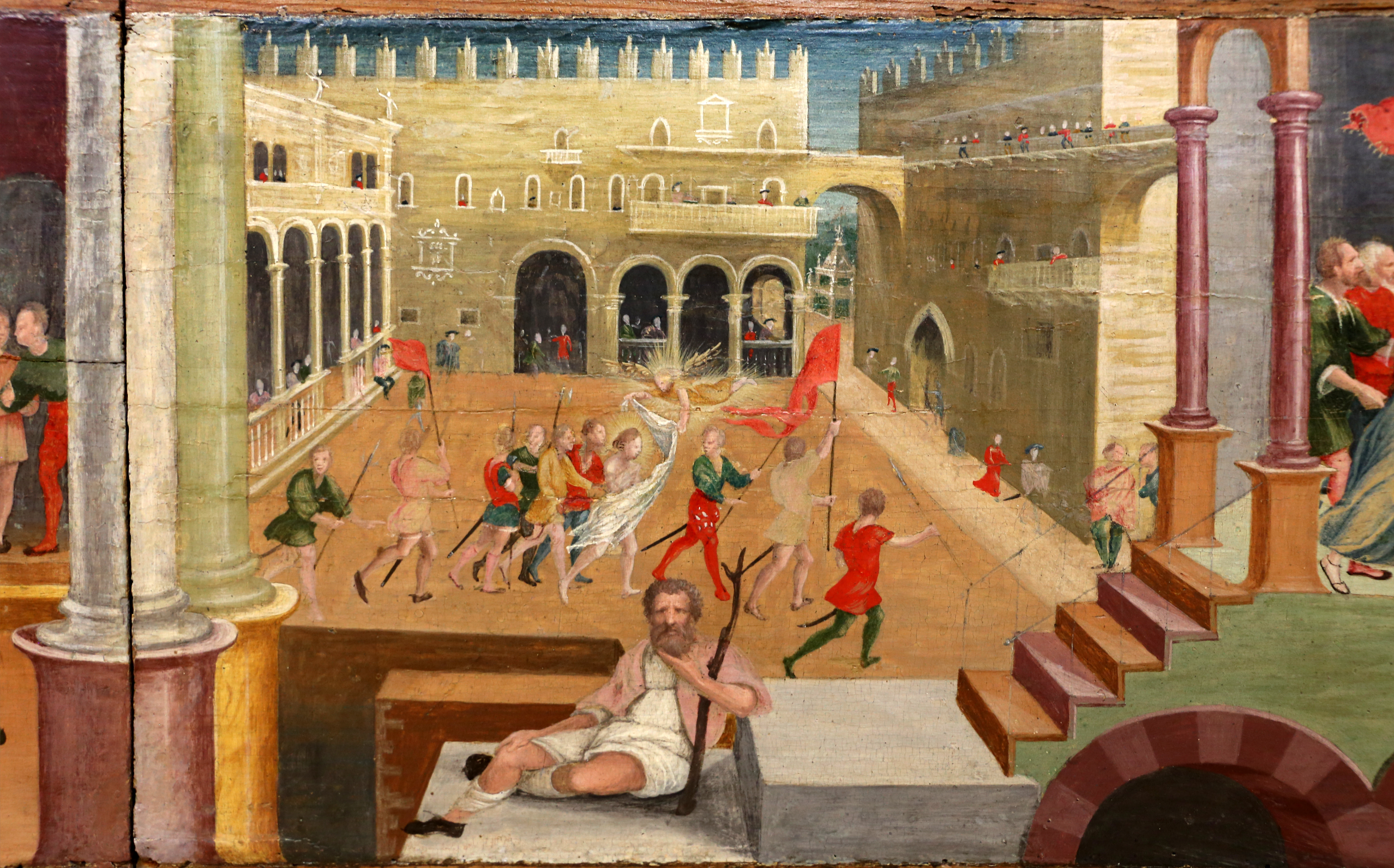
Storie di santa Barbara (parte), museo di Castelvecchio, Verona

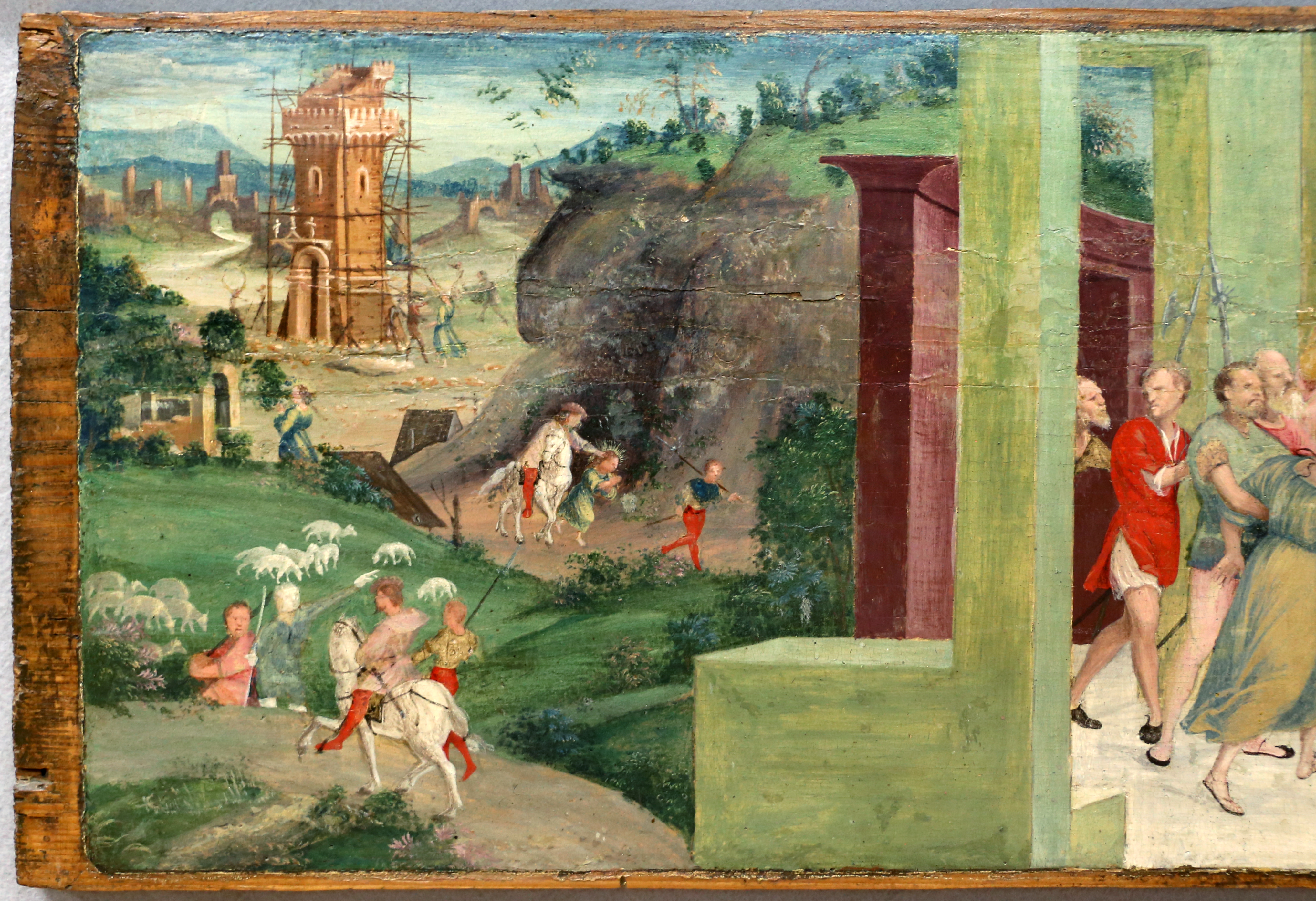
Storie di santa Barbara (parte), museo di Castelvecchio, Verona

Nicola Giolfino è considerato unanimemente uno dei pittori più singolari nel panorama veronese, tanto che ai suoi stessi contemporanei talvolta apparve persino bizzarro e di difficile comprensione. Questo potrebbe spiegare perché è l'unico tra gli artisti veronesi della sua generazione a non essere descritto nel celebre Le vite di Giorgio Vasari, dove compare solo fugacemente come uno dei maestri di Paolo Farinati. In tempi più recenti, il suo lavoro è stato fortemente criticato da storici dell'arte specializzati in pittura veronese, come il Cavalcaselle, il Berenson e il Venturi, che lo definì addirittura un «pittoruccio».
Tuttavia, verso la fine del XX secolo, la critica lo ha rivalutato, riconoscendolo come un pittore dal «temperamento inquieto ed estroso, sostanzialmente permeato di anticlassicismo e ancora spiritualmente legato, come il suo maestro, al mondo del gotico. Egli fonde e rielabora gli elementi figurativi della locale cultura quattrocentesca con i suggerimenti più vitali della grafica tedesca contemporanea, creando un linguaggio originalissimo, senza riscontro nella coeva pittura veronese».
Le difficoltà nel datare le sue opere ostacolano la ricostruzione precisa della sua evoluzione stilistica, ma è comunque possibile individuare alcuni tratti distintivi. Innanzitutto, è interessante notare che Nicola, in contrasto con la tradizione rinascimentale focalizzata su volume e prospettiva, poneva l'accento sulla linea che definisce le figure, privandole di qualsiasi effetto di vibrazione proveniente dall'ambiente circostante.
La maniera di Giolfino fu profondamente influenzata dallo stile di Lorenzo Lotto, pittore con cui condivideva anche una certa affinità di carattere. A partire dagli anni 1530, le sue opere si arricchirono di echi di Raffaello, giunti a Verona attraverso le stampe di Marcantonio Raimondi. Tuttavia, negli ultimi anni della sua vita, con la diffusione del manierismo nell'Italia settentrionale, Giolfino iniziò a spingere il suo anticlassicismo a livelli estremi, diventando «la caricatura di se stesso». Nonostante questa deriva, riuscì comunque a creare opere di grande valore anche nella sua fase finale.

## Opere principali
Di seguito un elenco non esaustivo delle principali opere attribuite a Nicola Giolfino:
- Achille in Sciro, museo di Castelvecchio, Verona.
- Allegorie, museo di Castelvecchio, Verona.
- Annunciazione, villa ex Boccoli di Santa Sofia, Pedemonte di San Pietro in Cariano.
- Apostoli ed Evangelisti, chiesa dell'Assunta, Santa Maria in Stelle.
- Battesimo di Cristo, chiesa di San Lorenzo, Verona.
- Casa Parma Lavazzola, Verona.
- Cattura di Cristo (disegno), Metropolitan Museum of Art, New York.
- Ciclo di affreschi, cappella della croce della chiesa di Santa Maria in Organo, Verona.
- Davide, 1534, chiesa di San Lorenzo, Verona.
- Deposizione e quattro santi, Duomo, Verona.
- Lucrezia, Allen Memorial Art Museum, Oberlin.
- Madonna col Bambino, Galleria nazionale d'arte moderna e contemporanea, Roma.
- Madonna col Bambino, Staatliche Museen, Berlino.
- Madonna col Bambino, museo di Castelvecchio, Verona.
- Madonna col Bambino, Accademia Carrara, Bergamo.
- Madonna col Bambino (detta anche Madonna dei Gelsomini), 1510 circa, museo di Castelvecchio, Verona.
- Madonna col Bambino in gloria, san Giacomo, san Giovanni e il donatore, Staatliche Museen, Berlino.
- Madonna col Bambino tra i santi Giovannino, Girolamo, Francesco, Placidia, Mauro e Simplicio, museo di Castelvecchio, Verona.
- Madonna della misericordia, chiesa di Santa Maria della Scala, Verona.
- Madonna e santi, chiesa di San Biagio, Bovolone.
- Madonna in gloria col Bambino, san Matteo, san Girolamo e il committente (detta anche Madonna de' Caliari), museo di Castelvecchio, Verona.
- Pentecoste, chiesa di Santa Maria della Scala, Verona.
- Discesa dello Spirito Santo, 1518, basilica di Santa Anastasia, Verona.
- Redentore e santi, 1520, basilica di Santa Anastasia, Verona.
- Scene della Passione, chiesa di san Bernardino, Verona.
- Storie di san Francesco, chiesa di san Bernardino, Verona.
- Storie di santa Barbara, museo di Castelvecchio, Verona.
- Storie del Vecchio testamento, chiesa di Santa Maria in Organo, Verona.
- Trionfo di Pompeo, museo di Castelvecchio, Verona.